# Есаји Моралес
Есаји Мануел Моралес мл. (енгл. Esai Manuel Morales Jr.; Бруклин, 1. октобар 1962) амерички је глумац.